# Bourré
Pour les articles homonymes, voir Bourré (homonymie).
Cet article possède un paronyme, voir Bourret.
Bourré est une commune historique du sud du Loir-et-Cher (région Centre-Val de Loire), reléguée au statut de commune déléguée depuis 2016 et la fusion administrative avec la commune voisine de Montrichard pour créer la commune nouvelle de Montrichard Val de Cher.

## Géographie

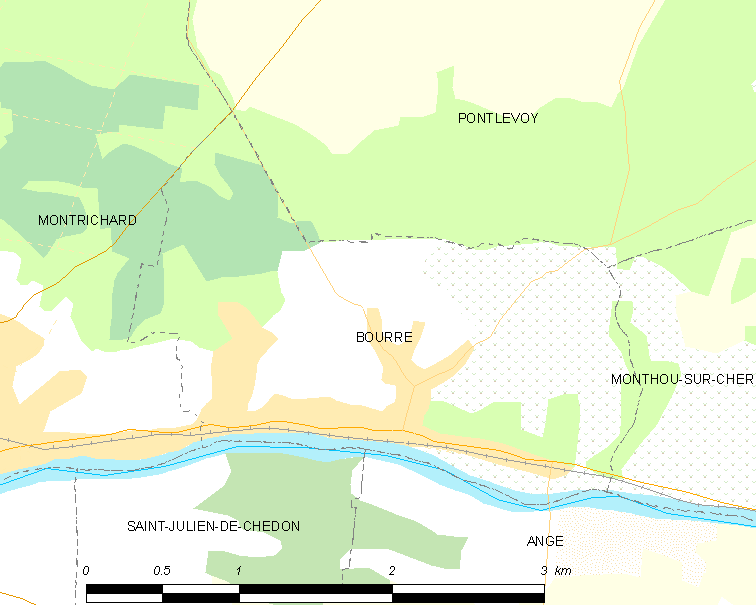
Carte de Bourré.

## Localisation
Le petit village de Bourré est situé sur les bords du Cher à 4 km à l'est de Montrichard.
Il est célèbre pour son réseau de carrières de pierre à bâtir de plus de 400 kilomètres d'où fut extrait le tuffeau, dont la fameuse « pierre de Bourré » qui a la particularité de blanchir et durcir en vieillissant, destinée à la construction des châteaux de la Loire (dont le château de Cheverny, le château de Chenonceau, la cathédrale de Tours...) et de nombreuses maisons locales.

## Toponymie
Venregium en 1025, Bono Rege puis en 1155.[réf. nécessaire]
Basé sur bonum ritum, un composé gallo-romain signifiant le « bon gué ». En effet, nous sommes au bord du Cher; il n'est pas impensable qu'il y ait eu ici un gué pour traverser le Cher à cet endroit.[réf. nécessaire]
Le nom de Bourré vient de « bouroué », « bourg du roi » du fait de l'extraction de la pierre de Tuffeau destinée à la construction de châteaux royaux[réf. nécessaire].
Selon le guide Petit Futé Châteaux de la Loire, le nom de Bourré « proviendrait du gaulois burrus (le roux), orné du suffixe -acum (domaine) ».
Le village a porté les noms latins de Bourreus et Bonus rex. En 1290 est attesté le nom de « Bourrei »,.

## Histoire

### Après la Révolution
Avant 1792, Bourré appartenait à la province de Touraine. À partir de cette date, c'est une commune du canton de Montrichard et de l'arrondissement de Blois.
Bourré fut pendant de nombreuses années un lieu important de la culture du champignon de Paris, introduit au début du siècle pour utiliser le réseau de galeries souterraines. De nos jours, il ne reste plus qu'une seule cave se visitant. Elle présente l'histoire de la culture du champignon ainsi que la découverte d'une ville souterraine sculptée à même le tuffeau.

### Depuis 2016
En 2016, Bourré fusionne avec la commune voisine de Montrichard pour former la commune nouvelle de Montrichard Val de Cher.

## Politique et administration

### Liste des maires
| Période                                  | Période       | Identité         | Étiquette | Qualité |
| ---------------------------------------- | ------------- | ---------------- | --------- | ------- |
| Les données manquantes sont à compléter. |               |                  |           |         |
| mars 2001                                | 2014          | Michel Delalande | SE        |         |
| 2014                                     | décembre 2015 | Damien Hénault   | SE        |         |

Depuis 2016 et la création de Montrichard Val de Cher, le maire élu à Bourré est maire délégué au maire de la commune nouvelle.
| Période                                  | Période  | Identité            | Étiquette | Qualité |
| ---------------------------------------- | -------- | ------------------- | --------- | ------- |
| Les données manquantes sont à compléter. |          |                     |           |         |
| janvier 2017                             | mai 2020 | Damien Hénault      | SE        |         |
| mai 2020                                 | en cours | Michel Dumont-Dayot |           |         |

## Population et société

### Démographie
L'évolution du nombre d'habitants est connue à travers les recensements de la population effectués dans la commune depuis 1793. À partir du 1er janvier 2009, les populations légales des communes sont publiées annuellement dans le cadre d'un recensement qui repose désormais sur une collecte d'information annuelle, concernant successivement tous les territoires communaux au cours d'une période de cinq ans. 
Pour les communes de moins de 10 000 habitants, une enquête de recensement portant sur toute la population est réalisée tous les cinq ans, les populations légales des années intermédiaires étant quant à elles estimées par interpolation ou extrapolation. Pour la commune, le premier recensement exhaustif entrant dans le cadre du nouveau dispositif a été réalisé en 2008,.
En 2013, la commune comptait 676 habitants, en évolution de −10,11 % par rapport à 2008 (Loir-et-Cher : +1,74 %, France hors Mayotte : +2,49 %).
| 1793 | 1800 | 1806 | 1821 | 1831 | 1836 | 1841 | 1846 | 1851 |
| ---- | ---- | ---- | ---- | ---- | ---- | ---- | ---- | ---- |
| 600  | 583  | 555  | 607  | 700  | 731  | 695  | 772  | 770  |

| 1856  | 1861  | 1866  | 1872  | 1876  | 1881  | 1886  | 1891  | 1896  |
| ----- | ----- | ----- | ----- | ----- | ----- | ----- | ----- | ----- |
| 1 043 | 1 070 | 1 105 | 1 133 | 1 197 | 1 205 | 1 163 | 1 059 | 1 071 |

| 1901  | 1906  | 1911  | 1921  | 1926  | 1931  | 1936 | 1946 | 1954 |
| ----- | ----- | ----- | ----- | ----- | ----- | ---- | ---- | ---- |
| 1 092 | 1 150 | 1 159 | 1 002 | 1 039 | 1 007 | 994  | 975  | 985  |

| 1962  | 1968  | 1975  | 1982 | 1990 | 1999 | 2008 | 2013 | - |
| ----- | ----- | ----- | ---- | ---- | ---- | ---- | ---- | - |
| 1 025 | 1 096 | 1 099 | 972  | 832  | 674  | 752  | 676  | - |

### Pyramide des âges
La population de la commune est relativement âgée. Le taux de personnes d'un âge supérieur à 60 ans (33,4 %) est en effet supérieur au taux national (21,6 %) et au taux départemental (26,3 %).
Contrairement aux répartitions nationale et départementale, la population masculine de la commune est supérieure à la population féminine (50,5 % contre 48,4 % au niveau national et 48,6 % au niveau départemental).
La répartition de la population de la commune par tranches d'âge est, en 2007, la suivante :
- 50,5 % d’hommes (0 à 14 ans = 19,2 %, 15 à 29 ans = 14,5 %, 30 à 44 ans = 19,5 %, 45 à 59 ans = 17,6 %, plus de 60 ans = 29,2 %) ;
- 49,5 % de femmes (0 à 14 ans = 12,6 %, 15 à 29 ans = 12,4 %, 30 à 44 ans = 16,9 %, 45 à 59 ans = 20,4 %, plus de 60 ans = 37,7 %).

| Hommes | Classe d’âge | Femmes |
| ------ | ------------ | ------ |
| 0,0    | 90 ans ou +  | 2,7    |
| 8,9    | 75 à 89 ans  | 16,7   |
| 20,3   | 60 à 74 ans  | 18,3   |
| 17,6   | 45 à 59 ans  | 20,4   |
| 19,5   | 30 à 44 ans  | 16,9   |
| 14,5   | 15 à 29 ans  | 12,4   |
| 19,2   | 0 à 14 ans   | 12,6   |

| Hommes | Classe d’âge | Femmes |
| ------ | ------------ | ------ |
| 0,6    | 90 ans ou +  | 1,6    |
| 8,3    | 75 à 89 ans  | 11,5   |
| 14,8   | 60 à 74 ans  | 15,7   |
| 21,4   | 45 à 59 ans  | 20,6   |
| 20,3   | 30 à 44 ans  | 19,2   |
| 16,2   | 15 à 29 ans  | 14,7   |
| 18,5   | 0 à 14 ans   | 16,7   |

## Culture locale et patrimoine

### Lieux et monuments
- L'église Saint-Germain,  Inscrite MH (1971, chœur)[12],[13].
- Manoir des Roches,  Inscrit MH (1971, élévation, toiture)[14]
- Les Roches, caves champignonnières.
- Les habitations troglodytiques de Bourré.
- La Magnanerie : écomusée troglodyte dont une partie est consacrée à l'élevage de ver à soie.

### Personnalités liées à la commune
- Gilbert Cesbron (1913-1979), écrivain français, repose au cimetière de Bourré.

### Héraldique
|  | Les armoiries de Bourré se blasonnent ainsi : D'argent maçonné de sable, au chef-retrait du même ; à la croix latine pattée de gueules remplie d'or, brochant sur le tout. Création Cl. Chevy (1991). |